# Robert Tari
Robert Tari (* 7. September 1987 in Timișoara) ist ein rumänischer Journalist und Schriftsteller, der seine Werke in deutscher Sprache veröffentlicht.

## Leben
Robert Tari absolvierte die deutsche Spezialabteilung des Nikolaus-Lenau-Lyzeums in Timișoara und war dort von 2003 bis 2006 Mitglied der Schülertheatergruppe NIL. Ab 2006 studierte er zunächst Schauspiel, dann Germanistik und Anglistik an der West-Universität Temeswar.
Von 2002 war er Mitglied des deutschen Literaturkreises Stafette und veröffentlichte regelmäßig in den jährlichen Sammelbänden. Er galt als eine der großen Hoffnungen der Leiterin des Kreises, Annemarie Podlipny-Hehn. 2007 nahm Tari an dem interkulturellen Theaterprojekt Tempo! Tempo! des Literaturhauses Stuttgart und des Deutschen Kulturzentrums Temeswar teil, für das er die Rolle des Gabriel Schilter schrieb.
Ab 2008 arbeitete er als freier Mitarbeiter von Radio Timișoara als Journalist, Sportberichterstatter und Projektleiter des Jugendförderungsprojekts Pausenradio. In diesem Jahr erschien auch Taris erster Prosaband mit Kurzgeschichten und Fragmenten Nostalgic Medley, und 2010 veröffentlichte er das Theaterstück Die Jötunnsleyer. Sein erster Roman befindet sich in Vorbereitung.
Seit 2010 arbeitet Tari am Forschungsprojekt zur „erlebten Geschichte des Deutschen Staatstheaters Temeswar“ unter der Führung der Leiterin des Instituts für Schauspielkunst in Timișoara, Eleonora Ringler-Pascu. 2010 erschien sein Theaterstück „Die Jötunnsleyer“, 2016 das Stück „Barentsburg“.
Tari schreibt zudem für die Allgemeine Deutsche Zeitung für Rumänien.

## Auszeichnungen
Robert Tari ist viermaliger Preisträger des österreichischen Literaturwettbewerbs Literatur überwindet Grenzen. 2011 wurde ihm der Berwanger-Preis der Filiale des Rumänischen Schriftstellerverbandes in Timișoara verliehen. 2012 erhielt er den Stefan-Jäger-Preis und 2016 einen der vier Sonderpreise der Jury des Schriftstellerverbands Temeswar.